# Семенівська волость (Острозький повіт)
Семенівська волость — історична адміністративно-територіальна одиниця Острозького повіту Волинської губернії Російської імперії. Волосний центр — село Семенів.

## Історія
Семенівська волость існувала у XIX — до 1923 року XX століття. До кінця 1920 року волость входила до складу Острозького повіту.
18 березня 1921 року, після підписання мирної угоди («Ризький мир») між РРФСР і УСРР, з одного боку, та Польщею — з другого, був прокладений новий державний кордон, який поділив Волинську губернію на дві частини — до Польщі відійшли 6 повітів губернії, а також 5 волостей Острозького повіту, інші дев'ять волостей, у тому числі Семенівська, відійшли до Заславського повіту УСРР.
7 березня 1923 року замість повітів і волостей був запроваджений поділ губерній на округи та райони. Волость увійшла до складу Ляховецького району, Шепетівської округи.
Зараз більша частина територія колишньої волості знаходиться в межах Білогірського і частково Теофіпольського районів Хмельницької області.

## Адміністративний устрій
Станом на 1885 рік волость складалася з 12 поселень та 11 сільських громад. Населення — 6264 осіб (3111 чоловічої статі та 3153 — жіночої), 714 дворових господарств.
Основні поселення волості:
- Семенів — колишнє власницьке село при річці Павлюк за 50[4] верст від повітового міста, 991 особа, 130 дворів; волосне правління; православна церква, школа, постоялий будинок, водяний млин.
- Бережниці — колишнє власницьке село при річці Павлюк, 385 осіб, 50 дворів, 2 православних церкви, постоялий будинок, водяний млин.
- Воробіївка — колишнє власницьке село при річці Колин, 408 осіб, 55 дворів, православна церква, школа, постоялий двір, постоялий будинок.
- Денисівка — колишнє власницьке село при річці Павлюк, 474 особи, 58 дворів, православна церква, постоялий будинок, водяний млин.
- Миклаші — колишнє державне село при річці Полтва, 720 осіб, 89 дворів, православна церква, школа, постоялий будинок.
- Рідка — колишнє власницьке село при річці Павлюк, 268 осіб, 35 дворів, постоялий будинок,  водяний млин, вітрк, винокурний завод.
- Тихомель — колишнє власницьке село при річці Горинь, 190 осіб, 26 дворів, православна церква, аптека, постоялий будинок.
- Турівка — колишнє державне село при річці Тур, 782 особи, 745 дворів, православна церква, школа, постоялий будинок.
- Човгузів — колишнє державне село при річці Павлюк, 871 особа, 100 дворів, православна церква, школа, постоялий будинок, 2 млини.